# Дом купцов Базановых

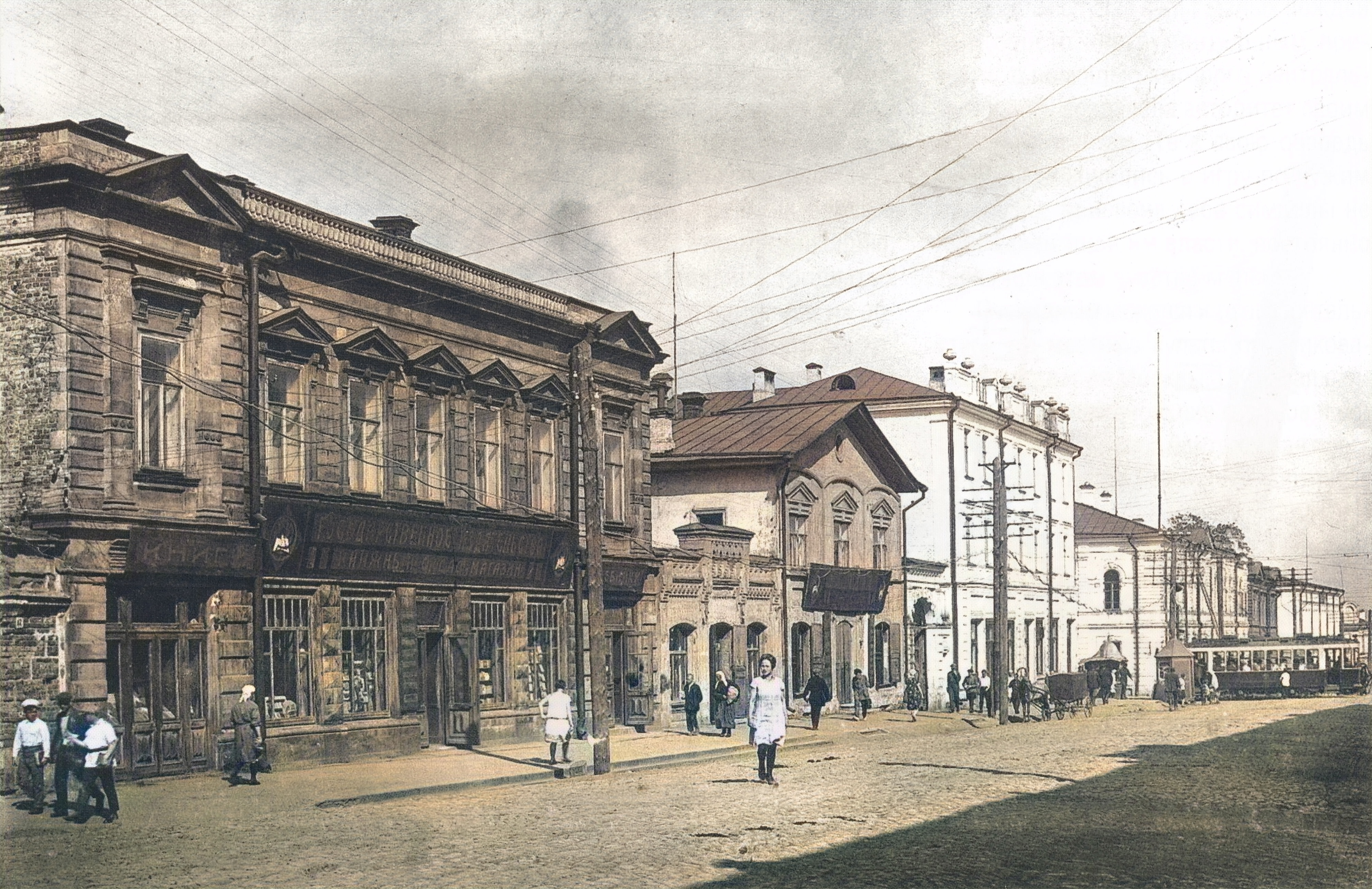
Дом купцов Базановых после реконструкции, фото 1930—1931 гг.

Дом купцов Базановых в Перми располагается на углу улиц Ленина и Сибирской в Ленинском районе города. Является объектом культурного наследия регионального значения.

## История
В середине XIX в. на месте будущего дома Базановых на углу Покровской (ныне — Ленина) и Сибирской улиц находилась усадьба пермского мещанина Екова Хребтова. В 1840 г. после смерти Екова опекуны над его имуществом продали землю с усадьбой и службами пермской купчихе Елене Васильевой Базановой. Эта усадьба погибла в огне во время большого пермского пожара 1842 г.
После пожара Пермь начала отстраиваться заново. Вместо сгоревшей усадьбы были построены каменный флигель с магазинами и отдельный корпус из трех номеров лавок. После смерти купчихи Е. В. Базановой построенный для неё дом 15 октября 1878 г. по решению Пермского окружного суда перешёл к её многочисленным наследникам, которые в дальнейшем уступили свои доли сыну Базановой Николаю Дмитриевичу Базанову за денежную компенсацию.
Н. Д. Базанов был почётным гражданином Перми и первым управляющим Пермского отделения Волжско-Камского коммерческого банка. Он умер в 1895 г., и его дочь Лидия Базанова, унаследовав от него дом, с разрешения властей провела реконструкцию здания — в подвале были сделаны двери, пробиты на улицу окна, настелен каменный пол. С 14 февраля 1912 г. совладельцем дома со всеми службами стал потомственный Почётный гражданин Перми Александр Николаевич Базанов.
После Октябрьской Революции в 1918 г. здание было реквизировано у владельцев новыми властями. Здесь располагались различные государственные и частные учреждения.
В 1928—1929 гг. бывший дом Базановых был надстроен двумя этажами в соответствии с проектом архитектора Пермского ГОКХ Ф. Е. Морогова.
По решению № 683 Малого Совета Пермского Облсовета от 20 мая 1993 г. дом был поставлен на учёт государственного органа охраны памятников как памятник архитектуры и градостроительства местного значения «Дом Н. Д. Базанова».